# LUSITANIA (superordenador)
LUSITANIA, ubicado actualmente en Cáceres, fue el primer superordenador de la Fundación COMPUTAEX, instalado en el Centro Extremeño de iNvestigación, Innovación Tecnológica y Supercomputación (CénitS) en el año 2009. Su nombre hace referencia a la provincia romana Lusitania, cuyo territorio abarcaba gran parte de la actual región de Extremadura. En sus inicios fue uno de los superordenadores con más memoria compartida de España y Europa. Para poder hacer uso de sus horas de cálculo, los usuarios deben presentar una petición a CénitS o la Red Española de Supercomputación (RES).
LUSITANIA supuso una inversión superior a los 7,8 millones de euros. Fue presentado oficialmente el 3 de marzo de 2009 y estuvo ubicado en el conventual de San Francisco en Trujillo, hasta que en diciembre de 2017 fue trasladado al Centro de Procesamiento de Datos de CénitS, en Cáceres.
En abril de 2015, LUSITANIA fue incorporado como nodo, a través de CénitS, a la Red Española de Supercomputación.

## Arquitectura

### Nodos de cómputo

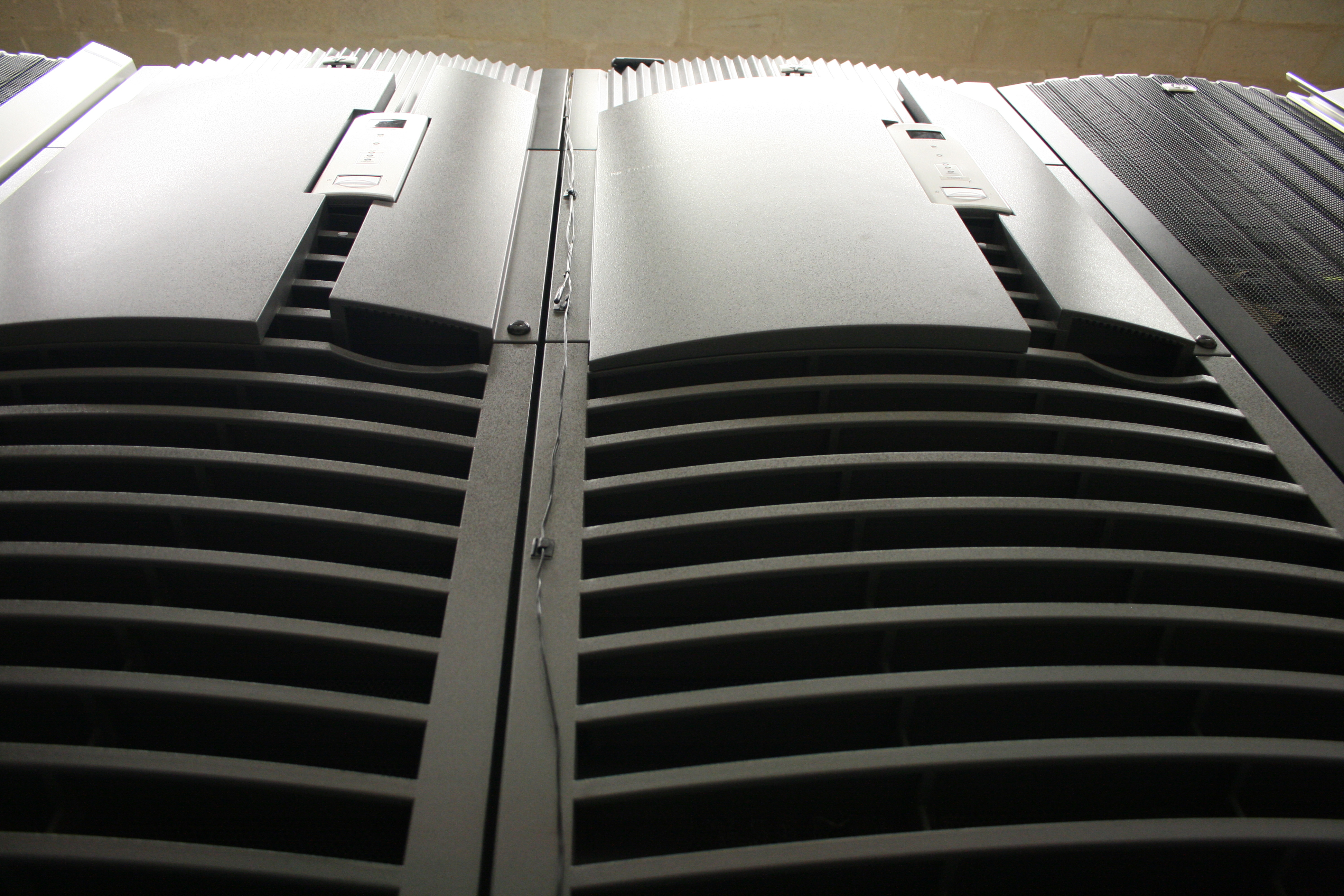
Nodo de computo del Supercomputador LUSITANIA

Gran parte del potencial de LUSITANIA se cimienta sobre sus dos nodos de cómputo principales, 2 HP Integrity SuperDome SX2000, cada uno de ellos con 64 procesadores Intel Itanium 2 Montvale de doble núcleo,  1 TB de memoria RAM y 11'68 TB para scratch. El equipo cuenta por tanto con una memoria de 2 TiB de memoria principal, 256 cores y una potencia de cómputo pico de 1,638 TeraFlops (RPeak).
El sistema operativo que ejecutan es SUSE Linux Entreprise 10, pudiendo ejecutar simultáneamente otros sistemas como Windows Server, HP-UX, Red Hat,...
Además, se garantiza la alta disponibilidad gracias a sus N+1 ventiladores OLR, N+1 suministradores de energía OLR, doble suministro de corriente, OLAR para celdas, OLAR para tarjetas I/O, ECC en CPUs, memoria y todos los caminos de datos, Dynamic Processor Resilience, Dynamic Memory Resilience (Chip Kill doble) y dos caminos entre los switches y el controlador de celda, la memoria y las CPUs.

### Nodos de servicio
Los nodos de servicio proporcionan acceso a LUSITANIA, permiten realizar operaciones de desarrollo y gestión HPC. Su configuración es de 4 HP Integrity rx2660, cada uno con procesadores Intel Itanium 2 dual-core Montvale, 16 GiB de memoria RAM y 6 discos SAS de 146 GB y 2 HP Proliant DL380-G7 cada uno con procesadores Intel Xeon Quad Core E5630, 32 GiB de memoria RAM y 2 discos SAS de 146 GB.

### Nodos de gestión
Los nodos de gestión permiten al equipo técnico realizar las operaciones de mantenimiento y gestión de LUSITANIA. Su configuración es de 2 HP Proliant DL380-G5, cada uno con procesadores Intel Xeon Quad-Core E5450, 8 GiB de memoria RAM y 2 discos SAS de 146 GB.

### Nodos de informática en la nube[7]
- 2 x HP Proliant DL-380-G7 cada uno con dos procesadores Intel Xeon E5630 (2,53GHz/4-core/12MB), uno con 32 GB de memoria RAM y otro con 64 GB y dos discos SAS de 146 GB por servidor.
- 1 x HP Proliant DL-380-G5 con 2 procesadores Intel Xeon E5450 (3GHz/4-core/12MB), con 16 GB de memoria RAM y dos discos SAS de 146 GB.
- 2 x HP ProLiant BL465c Gen8 con dos procesadores AMD Opteron 6366 HE (1,8GHz/8-core/16MB), 128 GB de memoria RAM y dos discos duros SAS de 300 GB por servidor.
- 2 x HP ProLiant BL465c Gen8 con dos procesadores AMD Opteron 6276 (2,3GHz/8-core/16MB), 256 GB de memoria RAM y dos discos duros SAS de 300 GB por servidor.
- 4 x HP ProLiant BL460c G6 con dos procesadores Intel Xeon E5540 (2,53GHz/4-core/8MB), 24 GB de memoria RAM y dos discos duros SAS de 146 GB por servidor.
- 4 x HP ProLiant BL465c Gen8 con dos procesadores AMD Opteron 6376 (2,3GHz/16-core/16MB), 128 GB de memoria RAM y dos discos duros SAS de 300 GB por servidor.
- 1 x Fujitsu Server Primergy RX350 S8, con dos procesadores Intel Xeon E5 2620v2 (2,10GHz/6 cores/15MB), 256 GB de memoria RAM y dos discos duros SAS de 300 GB.

### Unidades aceleradoras de cómputo[7]
- 2 x HP ProLiant WS460c G6 Workstation Blade con procesadores HP BL460c G7 Intel Xeon E5645 (2.40GHz/6-core/12MB), 96 GB de memoria RAM por servidor, cuatro discos SAS de 300 GB y dos NVIDIA Tesla M2070Q (448 cuda cores y 6GB GDDR5).
- 1 x Intel Xeon Phi Co-Processor 3120P.

### Almacenamiento

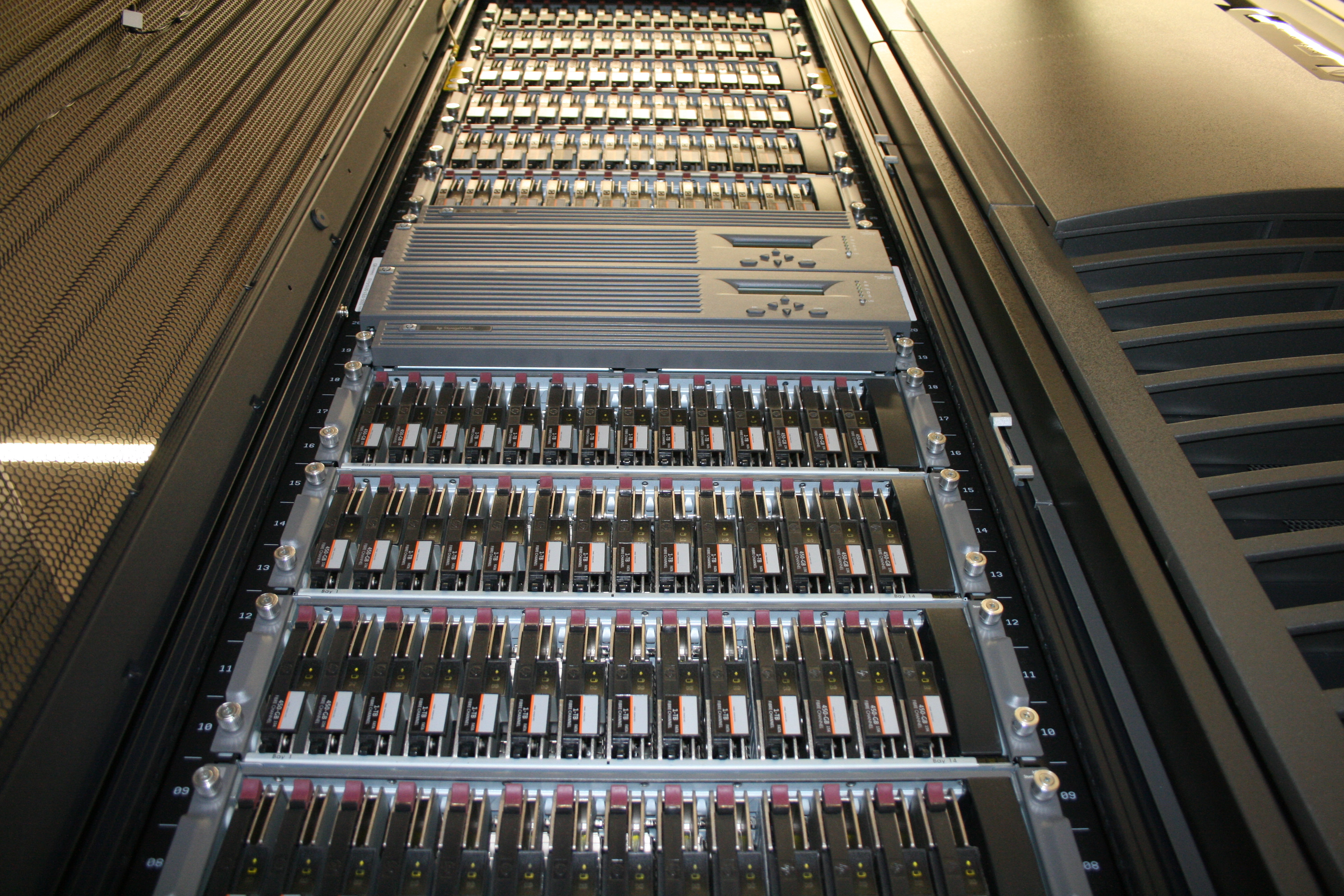
Sistema de almacenamiento del Supercomputador LUSITANIA

El almacenamiento se basa principalmente en 2 EVA 8100, con 208 discos FC de 450 GB y 128 discos FATA de 1 TB, que proporcionan un total de 265'6 TB en total. También cuenta con 4 servidores NAS DL380-G5 que distribuyen el almacenamiento a través del sistema de ficheros HP StorageWorks Polyserve.
La conectividad de estos sistemas se basa en una red fiberchannel con multipathing activo-activo (8 puertos x 4 controladoras).

### Copias de seguridad
El sistema de copias de seguridad cuenta con una librería de cintas HP Storageworks EML 245e, capaz de gestionar 245 cintas de tecnología LTO-4 Ultrium 1840, lo que ofrece una capacidad total de 392 TB en compresión 2:1.
La librería de cintas dispone de 8 drives. Los dispositivos de L/E ofrecen una velocidad nativa de 120 MB/s y una velocidad de 240 MB/s para un factor de compresión 2:1. La velocidad agregada con compresión 2:1 es de 6'9 terabytes por hora y que puede crecer hasta un máximo de 13'8 terabytes por hora.
El software de gestión y planificación de backups desatendidos utilizado es HP StorageWorks DataProtector.

### Topología de red
La infraestructura de servicio y cálculo se vértebra sobre 2 switches directores HP ProCurve 5406ZL, cada uno con 8 puertos activos de 10 gigabit ethernet repartidos en dos módulos de 4 puertos, para la conectividad de los Superdomes y los nodos de servicio.
La gestión y administración de los servidores se realiza a través de conexiones de 1 gigabit ethernet (es decir, con capacidad de 1 gigabit por segundo).
Además cuenta con una plataforma de seguridad perimetral basada en 2 firewalls capaces de gestionar conexiones de 10 Gbit/s, permitiendo conectar con la RCT de Extremadura, que, a su vez, se encuentra interconectada con las principales ciudades y centros tecnológicos de la región, con RedIRIS y con la red europea GÉANT.

## Proyectos y resultados de investigación
De este modo, multitud de investigaciones se han visto beneficiadas por la utilización de los superordenadores LUSITANIA y LUSITANIA II, habiendo publicado sus resultados en numerosas publicaciones de impacto de ámbito internacional.

## Reconocimientos
La Fundación COMPUTAEX y su centro CénitS han recibido diversos reconocimientos, de ámbito nacional e internacional, relacionados con la utilización del superordenador LUSITANIA. Entre ellos destacan los siguientes: 
- Récord del Mundo del objeto más grande analizado en Electromagnetismo (620 millones de incógnitas).[28][29][30]
- Itanium Innovation Awards 2010 en la categoría Humanitarian Impact. Concedido por la Itanium Solutions Alliance por la utilización de procesadores Itanium en la búsqueda de soluciones que benefician a la humanidad.[3][31][32][33][34]
- Finalista de los Itanium Innovation Awards 2010 en la categoría Computationally Intensive Applications.[3][31][32][33][34]
- Premio @asLAN 2011 en la categoría de "Otros organismos públicos".[35]
- 21st Century Achievement Award - ComputerWorld Honors Program: finalista en la categoría Economic Opportunity.[36]
- Premio por la labor de difusión desarrollada por COMPUTAEX, otorgado por la Escuela Politécnica de Cáceres.[37]
- Premio a la Iniciativa empresarial de telecomunicación más innovadora de Extremadura: otorgado por la AEXIT (Asociación Extremeña de Ingenieros de Telecomunicación).[38]
- Finalista en las categorías Smart TI Infraestructure y Smart Cloud, de la cuarta edición de los enerTIC Awards.[39]